# Семовенти 75/18
Самоходни топ 75/18 (итал. Semovente da 75/18) је италијански самоходни топ из Другог светског рата који је произвела фирма Фијат-Ансалдо.

## Карактеристике
Оригинална верзија самоходног топа 75/18 (60 возила) састојала се од шасије и мотора средњег тенка М 13/40, са новом оклопном кабином и хаубицом Л/18 калибра 75 mm. Главни топ имао је покретљивост од 18 степени налево и 20 надесно, уз елевацију од -12 до +22 степена. Ношено је 44 метка за хаубицу, мешавина експлозивних и противоклопних зрна. Један митраљез је ношен у возилу, за коришћење без постоља или као ПВО. И ово возило имало је премалу посаду: командир/нишанџија, пунилац/радио-оператер и возач. Каснија возила користила су шасију М 14/41 (162 возила) и М 15/42 (190 возила). Командна возила нису имала топ, али су имала опрему за осматрање, други радио и пар митраљеза од 8 mm (верзија М 13/40) или један од 13.2 mm (касније верзије) на десној страни трупа.